# Serbia na Letnich Igrzyskach Olimpijskich 2016
Serbia na Letnich Igrzyskach Olimpijskich 2016 – występ kadry sportowców reprezentujących Serbię na igrzyskach olimpijskich w Rio de Janeiro. Reprezentacja liczyła 103 zawodników – 58 mężczyzn i 45 kobiet. Był to czwarty start reprezentacji Serbii na letnich igrzyskach olimpijskich.

## Zdobyte medale
| Medal  | Zawodnik | Dyscyplina     | Konkurencja                                    | Rezultat                                                             | Data        | Źródło               |
| ------ | --- | -------------- | ---------------------------------------------- | -------------------------------------------------------------------- | ----------- | -------------------- |
| Złoto  | Davor Štefanek | Zapasy         | kategoria do 66 kg mężczyzn w stylu klasycznym | W finale wygrał z reprezentantem Armenii Mihranem Harutiunianem 3–1  | 16 sierpnia | [ 1 ] [ 2 ] [ 3 ]    |
| Złoto  | Gojko Pijetlović Dušan Mandić Živko Gocić Sava Ranđelović Miloš Ćuk Duško Pijetlović Slobodan Nikić Milan Aleksić Nikola Jakšić Filip Filipović Andrija Prlainović Stefan Mitrović Branislav Mitrović | Piłka wodna    | turniej mężczyzn                               | W finale wygrali z reprezentacją Chorwacji 11:7                      | 20 sierpnia | [ 4 ] [ 5 ] [ 6 ]    |
| Srebro | Tijana Bogdanović | Taekwondo      | kategoria do 49 kg kobiet                      | W finale przegrała z reprezentantką Korei Południowej Kim So-hui 6:7 | 17 sierpnia | [ 7 ] [ 8 ] [ 9 ]    |
| Srebro | Marko Tomićević Milenko Zorić | Kajakarstwo    | K-2 1000 m                                     | 3:11,969                                                             | 18 sierpnia | [ 10 ] [ 11 ]        |
| Srebro | Bianka Buša Jovana Brakočević Bojana Živković Tijana Malešević Brankica Mihajlović Maja Ognjenović Stefana Veljković Jelena Nikolić Jovana Stevanović Milena Rašić Silvija Popović Tijana Bošković    | Piłka siatkowa | turniej kobiet                                 | W finale przegrały z reprezentacją Chińskiej Republiki Ludowej 1:3   | 20 sierpnia | [ 12 ] [ 13 ] [ 14 ] |
| Srebro | Miloš Teodosić Marko Simonović Bogdan Bogdanović Stefan Marković Nikola Kalinić Nemanja Nedović Stefan Birčević Miroslav Raduljica Nikola Jokić Vladimir Štimac Stefan Jović Milan Mačvan             | Koszykówka     | turniej mężczyzn                               | W finale przegrali z reprezentacją Stanów Zjednoczonych 66:96        | 21 sierpnia | [ 15 ] [ 16 ] [ 17 ] |
| Brąz   | Ivana Španović | Lekkoatletyka  | skok w dal                                     | 7,08                                                                 | 17 sierpnia | [ 18 ] [ 19 ] [ 20 ] |
| Brąz   | Tamara Radočaj Sonja Petrović Saša Čađo Sara Krnjić Nevena Jovanović Jelena Milovanović Dajana Butulija Aleksandra Crvendakić Dragana Stanković Milica Dabović Ana Dabović Danielle Page              | Koszykówka     | turniej kobiet                                 | W meczu o brązowy medal wygrały z reprezentacją Francji 70:63        | 20 sierpnia | [ 21 ] [ 22 ] [ 23 ] |

## Reprezentanci

### Judo
Mężczyźni
| Zawodnik          | Konkurencja | 1/32             | 1/16                   | 1/8                   | Ćwierćfinał      | Repasaż          | Półfinał         | Finał/BM         | Finał/BM | Źródło               |
| Zawodnik          | Konkurencja | Przeciwnik Wynik | Przeciwnik Wynik       | Przeciwnik Wynik      | Przeciwnik Wynik | Przeciwnik Wynik | Przeciwnik Wynik | Przeciwnik Wynik | Pozycja  | Źródło               |
| ----------------- | ----------- | ---------------- | ---------------------- | --------------------- | ---------------- | ---------------- | ---------------- | ---------------- | -------- | -------------------- |
| Aleksandar Kukolj | – 90 kg     | BYE              | Mihael Žgank W 100-000 | Mashu Baker P 000-100 | NQ               | NQ               | NQ               | NQ               | NQ       | [ 24 ] [ 25 ] [ 26 ] |

### Kajakarstwo

#### Kajakarstwo klasyczne
Mężczyźni
| Zawodnik                                                     | Konkurencje | Eliminacje | Eliminacje | Półfinał | Półfinał | Finał    | Finał   | Pozycja | Źródło        |
| Zawodnik                                                     | Konkurencje | Czas       | Miejsce    | Czas     | Miejsce  | Czas     | Miejsce | Pozycja | Źródło        |
| ------------------------------------------------------------ | ----------- | ---------- | ---------- | -------- | -------- | -------- | ------- | ------- | ------------- |
| Marko Novaković                                              | K-1 200 m   | 34,938     | 3. Q       | 34,778   | 5. FB    | 37,415   | 5.      | 13.     | [ 27 ] [ 28 ] |
| Dejan Pajić                                                  | K-1 1000 m  | 3:36,884   | 4. Q       | 3:48,158 | 8. FB    | 3:40,502 | 7.      | 15.     | [ 29 ] [ 30 ] |
| Marko Novaković Nebojša Grujić                               | K-2 200 m   | 31,776     | 2.         | 32,513   | 3. FA    | 32,656   | 6.      | 6.      | [ 31 ] [ 32 ] |
| Marko Tomićević Milenko Zorić                                | K-2 1000 m  | 3:15,298   | 1. FB      | BYE      | BYE      | 3:11,969 | 2.      | 2.      | [ 11 ] [ 10 ] |
| Vladimir Torubarov Marko Tomićević Milenko Zorić Dejan Pajić | K-4 1000 m  | 3:05,372   | 6. Q       | 2:59,636 | 3. FA    | 3:10,241 | 8.      | 8.      | [ 33 ] [ 34 ] |

Kobiety
| Zawodniczka                                                              | Konkurencje | Eliminacje | Eliminacje | Półfinał | Półfinał | Finał    | Finał   | Pozycja | Źródło        |
| Zawodniczka                                                              | Konkurencje | Czas       | Miejsce    | Czas     | Miejsce  | Czas     | Miejsce | Pozycja | Źródło        |
| ------------------------------------------------------------------------ | ----------- | ---------- | ---------- | -------- | -------- | -------- | ------- | ------- | ------------- |
| Olivera Moldovan                                                         | K-1 200 m   | 43,339     | 5. Q       | 42,123   | 7.       | NQ       | NQ      | NQ      | [ 35 ] [ 36 ] |
| Dalma Ružičić-Benedek                                                    | K-1 500 m   | 1:54,048   | 5. Q       | 1:57,294 | 3. FA    | 1:55,095 | 7.      | 7.      | [ 37 ] [ 38 ] |
| Nikolina Moldovan Milica Starović                                        | K-2 500 m   | 1:46,410   | 5. Q       | 1:46,008 | 6. FA    | 1:48,146 | 2.      | 10.     | [ 39 ] [ 40 ] |
| Nikolina Moldovan Milica Starović Olivera Moldovan Dalma Ružičić-Benedek | K-4 500 m   | 1:39,316   | 7. Q       | 1:38,398 | 5. FB    | 1:42,818 | 6.      | 14.     | [ 41 ] [ 42 ] |

### Kolarstwo

#### Kolarstwo szosowe
Mężczyźni
| Zawodnik    | Konkurencja                | Czas | Miejsce | Źródło               |
| ----------- | -------------------------- | ---- | ------- | -------------------- |
| Ivan Stević | wyścig ze startu wspólnego | DNF  | DNF     | [ 43 ] [ 44 ] [ 45 ] |

#### Kolarstwo górskie
| Zawodnik         | Konkurencja | Czas | Miejsce  | Źródło        |
| ---------------- | ----------- | ---- | -------- | ------------- |
| Jovana Crnogorac | kobiety     | –    | + 2 okr. | [ 46 ] [ 47 ] |

### Koszykówka

#### Turniej mężczyzn
- Reprezentacja mężczyzn

Trener: Aleksandar Đorđević
| - Miloš Teodosić - Marko Simonović - Bogdan Bogdanović - Stefan Marković - Nikola Kalinić - Nemanja Nedović |  | - Stefan Birčević - Miroslav Raduljica - Nikola Jokić - Vladimir Štimac - Stefan Jović - Milan Mačvan |

Źródła:
Grupa A
| Miejsce | Drużyna           | Mecze | Punkty | Zwyc. | Por. | Kosze   |
| ------- | ----------------- | ----- | ------ | ----- | ---- | ------- |
| 1.      | Stany Zjednoczone | 5     | 10     | 5     | 0    | 524-407 |
| 2.      | Australia         | 5     | 9      | 4     | 1    | 444-368 |
| 3.      | Francja           | 5     | 8      | 3     | 2    | 423-378 |
| 4.      | Serbia            | 5     | 7      | 2     | 3    | 426-387 |
| 5.      | Wenezuela         | 5     | 6      | 1     | 4    | 315-444 |
| 6.      | Chiny             | 5     | 5      | 0     | 5    | 318-466 |

| 6 sierpnia 201622:30 | Wenezuela                                                     | 62:86(14:18, 9:26, 18:24, 21:18) | Serbia                                     | Carioca Arena 1, Rio de Janeiro Sędzia: - Christos Christodoulou - Duan Zhu - Roberto Vázquez |
| 6 sierpnia 201622:30 | Pkt:Echenique, Vargas po 12 każdy Zb:Colmenares 6 As:Vargas 5 | 62:86(14:18, 9:26, 18:24, 21:18) | Pkt:Bogdanović 19 Zb:Štimac 8 As:Nedović 4 | Carioca Arena 1, Rio de Janeiro Sędzia: - Christos Christodoulou - Duan Zhu - Roberto Vázquez |

| 8 sierpnia 201614:15 | Serbia                                         | 80:95(23:26, 20:14, 20:22, 17:33) | Australia                                  | Carioca Arena 1, Rio de Janeiro Sędzia: - Cristiano Maranho - Guilherme Locatelli - Borys Ryzhyk |
| 8 sierpnia 201614:15 | Pkt:Raduljica 25 Zb:Bogdanović 8 As:Marković 4 | 80:95(23:26, 20:14, 20:22, 17:33) | Pkt:Mills 26 Zb:Bogut 12 As:Dellavedova 13 | Carioca Arena 1, Rio de Janeiro Sędzia: - Cristiano Maranho - Guilherme Locatelli - Borys Ryzhyk |

| 10 sierpnia 201614:15 | Serbia                                    | 75:76(17:26, 19:14, 24:17, 15:19) | Francja                            | Carioca Arena 1, Rio de Janeiro Sędzia: - Borys Ryzhyk - Oļegs Latiševs - Stephen Seibel |
| 10 sierpnia 201614:15 | Pkt:Raduljica 16 Zb:Jokić 7 As:Teodosić 9 | 75:76(17:26, 19:14, 24:17, 15:19) | Pkt:De Colo 22 Zb:Diaw 9 As:Diaw 9 | Carioca Arena 1, Rio de Janeiro Sędzia: - Borys Ryzhyk - Oļegs Latiševs - Stephen Seibel |

| 12 sierpnia 201619:00 | Stany Zjednoczone                                       | 94:91(27:15, 23:26, 22:21, 22:29) | Serbia                                | Carioca Arena 1, Rio de Janeiro Sędzia: - Stephen Seibel - Guilherme Locatelli - Piotr Pastusiak |
| 12 sierpnia 201619:00 | Pkt:Irving 15 Zb:George 9 As:Cousins, Irving po 5 każdy | 94:91(27:15, 23:26, 22:21, 22:29) | Pkt:Jokić 25 Zb:Jokić 6 As:Teodosić 6 | Carioca Arena 1, Rio de Janeiro Sędzia: - Stephen Seibel - Guilherme Locatelli - Piotr Pastusiak |

| 14 sierpnia 201622:30 | Serbia                                                        | 94:60(24:18, 19:10, 35:15, 16:17) | Chiny                        | Carioca Arena 1, Rio de Janeiro Sędzia: - Juan Carlos Gonzalez - Guilherme Locatelli - Anne Panther |
| 14 sierpnia 201622:30 | Pkt:Bogdanović 19 Zb:Jokić 7 As:Marković, Teodosić po 5 każdy | 94:60(24:18, 19:10, 35:15, 16:17) | Pkt:Yi 20 Zb:Wang 8 As:Guo 8 | Carioca Arena 1, Rio de Janeiro Sędzia: - Juan Carlos Gonzalez - Guilherme Locatelli - Anne Panther |

Ćwierćfinał
| 17 sierpnia 201622:15 | Chorwacja                                  | 83:86(19:20, 19:12, 14:34, 31:20) | Serbia                                                           | Carioca Arena 1, Rio de Janeiro Sędzia: - Juan Carlos Gonzalez - Borys Ryzhyk - Roberto Vázquez |
| 17 sierpnia 201622:15 | Pkt:Bogdanović 28 Zb:Planinić 9 As:Simon 5 | 83:86(19:20, 19:12, 14:34, 31:20) | Pkt:Bogdanović 18 Zb:trzech zawodników po 4 każdy As:Teodosić 10 | Carioca Arena 1, Rio de Janeiro Sędzia: - Juan Carlos Gonzalez - Borys Ryzhyk - Roberto Vázquez |

Półfinał
| 19 sierpnia 201619:00 | Australia                                               | 61:87(5:16, 9:19, 24:31, 23:21) | Serbia                                    | Carioca Arena 1, Rio de Janeiro Sędzia: - Stephen Seibel - Oļegs Latiševs - Robert Lottermoser |
| 19 sierpnia 201619:00 | Pkt:Mills, Motum po 13 każdy Zb:Baynes 8 As:Broekhoff 4 | 61:87(5:16, 9:19, 24:31, 23:21) | Pkt:Teodosić 22 Zb:Jokić 11 As:Teodosić 5 | Carioca Arena 1, Rio de Janeiro Sędzia: - Stephen Seibel - Oļegs Latiševs - Robert Lottermoser |

Finał
| 21 sierpnia 201615:45 | Serbia                                                    | 66:96(15:19, 14:33, 14:27, 23:17) | Stany Zjednoczone                      | Carioca Arena 1, Rio de Janeiro Sędzia: - José Reyes - Juan Carlos Gonzalez - Borys Ryzhyk |
| 21 sierpnia 201615:45 | Pkt:Nedović 14 Zb:Jokić 4 As:trzech zawodników po 3 każdy | 66:96(15:19, 14:33, 14:27, 23:17) | Pkt:Durant 30 Zb:Cousins 15 As:Lowry 5 | Carioca Arena 1, Rio de Janeiro Sędzia: - José Reyes - Juan Carlos Gonzalez - Borys Ryzhyk |

#### Turniej kobiet
- Reprezentacja kobiet

Trener: Marina Maljković
| - Tamara Radočaj - Sonja Petrović - Saša Čađo - Sara Krnjić - Nevena Jovanović - Jelena Milovanović |  | - Dajana Butulija - Dragana Stanković - Aleksandra Crvendakić - Milica Dabović - Ana Dabović - Danielle Page |

Źródła:
Grupa B
| Miejsce | Drużyna           | Mecze | Punkty | Zwyc. | Por. | Kosze   |
| ------- | ----------------- | ----- | ------ | ----- | ---- | ------- |
| 1       | Stany Zjednoczone | 5     | 10     | 5     | 0    | 520-316 |
| 2       | Hiszpania         | 5     | 9      | 4     | 1    | 387-333 |
| 3       | Kanada            | 5     | 8      | 3     | 2    | 340-347 |
| 4       | Serbia            | 5     | 7      | 2     | 3    | 385-406 |
| 5       | Chiny             | 5     | 6      | 1     | 4    | 371-428 |
| 6       | Senegal           | 5     | 5      | 0     | 5    | 309-482 |

| 7 sierpnia 201614:15 | Serbia                                          | 59:65(18:19, 13:12, 13:15, 15:19) | Hiszpania                                     | Youth Arena, Rio de Janeiro Widzów: 2 654 Sędzia: - Roberto Vázquez - Natalia Cuello - Piotr Pastusiak |
| 7 sierpnia 201614:15 | Pkt:Milovanović 17 Zb:Petrović 8 As:A.Dabović 4 | 59:65(18:19, 13:12, 13:15, 15:19) | Pkt:Xargay 15 Zb:Ndour 12 As:Palau, Torrens 5 | Youth Arena, Rio de Janeiro Widzów: 2 654 Sędzia: - Roberto Vázquez - Natalia Cuello - Piotr Pastusiak |

| 8 sierpnia 201614:15 | Kanada                                                 | 71:67(21:21, 11:19, 13:17, 26:10) | Serbia                                      | Youth Arena, Rio de Janeiro Widzów: 2 377 Sędzia: - Robert Lottermoser - Vaughan Mayberry - Hwang In-tae |
| 8 sierpnia 201614:15 | Pkt:Nurse 25 Zb:Raincock-Ekunwe 9 As:Langlois, Nurse 5 | 71:67(21:21, 11:19, 13:17, 26:10) | Pkt:Milovanović 19 Zb:Page 6 As:A.Dabović 5 | Youth Arena, Rio de Janeiro Widzów: 2 377 Sędzia: - Robert Lottermoser - Vaughan Mayberry - Hwang In-tae |

| 10 sierpnia 201615:30 | Stany Zjednoczone                        | 110:84(31:21, 25:13, 28:27, 26:23) | Serbia                                                                    | Arena de Deodoro, Rio de Janeiro Widzów: 2 490 Sędzia: - Piotr Pastusiak - Scott Beker - Nadege Zouzou |
| 10 sierpnia 201615:30 | Pkt:Taurasi 25 Zb:Charles 8 As:Taurasi 6 | 110:84(31:21, 25:13, 28:27, 26:23) | Pkt:trzy zawodniczki 15 Zb:Dabović 5 As:A. Dabović, M. Dabović po 4 każda | Arena de Deodoro, Rio de Janeiro Widzów: 2 490 Sędzia: - Piotr Pastusiak - Scott Beker - Nadege Zouzou |

| 12 sierpnia 201612:15 | Serbia                                             | 80:72(24:14, 16:20, 26:9, 14:29) | Hiszpania                                              | Youth Arena, Rio de Janeiro Widzów: 1 230 Sędzia: - Christos Christodoulou - Natalia Cuello - Nadege Zouzou |
| 12 sierpnia 201612:15 | Pkt:A.Dabović 23 Zb:Page, Petrović 8 As:Petrović 6 | 80:72(24:14, 16:20, 26:9, 14:29) | Pkt:Shao 16 Zb:Huang, Sun Meng 7 As:trzy zawodniczki 3 | Youth Arena, Rio de Janeiro Widzów: 1 230 Sędzia: - Christos Christodoulou - Natalia Cuello - Nadege Zouzou |

| 14 sierpnia 201615:30 | Senegal                              | 88:95(15:27, 28:28, 23:21, 22:19) | Serbia                                   | Youth Arena, Rio de Janeiro Widzów: 3 113 Sędzia: - Eddie Viator - Piotr Pastusiak - Hwang In-tae |
| 14 sierpnia 201615:30 | Pkt:Traoré 30 Zb:Traoré 8 As:Diouf 8 | 88:95(15:27, 28:28, 23:21, 22:19) | Pkt:Petrović 20 Zb:Page 8 As:A.Dabović 8 | Youth Arena, Rio de Janeiro Widzów: 3 113 Sędzia: - Eddie Viator - Piotr Pastusiak - Hwang In-tae |

Ćwierćfinał
| 16 sierpnia 201611:00 | Australia                                    | 71:73(20:20, 17:15, 15:16, 19:22) | Serbia                                                    | Carioca Arena 1, Rio de Janeiro Widzów: 5 630 Sędzia: - Eddie Viator - Karen Lasuik - Natalia Cuello |
| 16 sierpnia 201611:00 | Pkt:Cambage 29 Zb:Cambage 11 As:Taylor-Gil 9 | 71:73(20:20, 17:15, 15:16, 19:22) | Pkt:A.Dabović 24 Zb:cztery zawodniczki po 4 As:Petrović 5 | Carioca Arena 1, Rio de Janeiro Widzów: 5 630 Sędzia: - Eddie Viator - Karen Lasuik - Natalia Cuello |

Półfinał
| 18 sierpnia 201615:00 | Hiszpania                                             | 68:54(20:9, 13:19, 20:10, 15:16) | Serbia                                                  | Carioca Arena 1, Rio de Janeiro Widzów: 8 818 Sędzia: - Damir Javor - Scott Beker - Anne Panther |
| 18 sierpnia 201615:00 | Pkt:Ndour, Torrens 14 Zb:Laura Nicholls 12 As:Palau 7 | 68:54(20:9, 13:19, 20:10, 15:16) | Pkt:Čađo, Petrović 12 Zb:Page, Petrović 7 As:Butulija 3 | Carioca Arena 1, Rio de Janeiro Widzów: 8 818 Sędzia: - Damir Javor - Scott Beker - Anne Panther |

Mecz o 3. miejsce
| 20 sierpnia 201611:30 | Francja                                        | 63:70(10:18, 17:9, 15:28, 21:5) | Serbia                                      | Carioca Arena 1, Rio de Janeiro Widzów: 9 039 Sędzia: - Carlos Peruga - Anne Panther - Natalia Cuello |
| 20 sierpnia 201611:30 | Pkt:Miyem 18 Zb:Yacoubou-Dehoui 10 As:Époupa 4 | 63:70(10:18, 17:9, 15:28, 21:5) | Pkt:Milovanović 18 Zb:Page 8 As:A.Dabović 5 | Carioca Arena 1, Rio de Janeiro Widzów: 9 039 Sędzia: - Carlos Peruga - Anne Panther - Natalia Cuello |

### Lekkoatletyka
Mężczyźni
Konkurencje biegowe
| Zawodnik           | Konkurencja                | Eliminacje | Eliminacje | Półfinał | Półfinał | Finał   | Finał   | Źródło               |
| Zawodnik           | Konkurencja                | Czas       | Miejsce    | Czas     | Miejsce  | Czas    | Miejsce | Źródło               |
| ------------------ | -------------------------- | ---------- | ---------- | -------- | -------- | ------- | ------- | -------------------- |
| Milan Ristić       | bieg na 110 m przez płotki | 13,66      | 6.         | NQ       | NQ       | NQ      | NQ      | [ 67 ] [ 68 ] [ 69 ] |
| Anđelko Rističević | maraton                    | —          | —          | —        | —        | 2:30:17 | 19.     | [ 70 ] [ 71 ] [ 72 ] |
| Nenad Filipović    | chód na 50 km              | —          | —          | —        | —        | 4:25:41 | 46.     | [ 73 ] [ 74 ] [ 75 ] |
| Predrag Filipović  | chód na 50 km              | —          | —          | —        | —        | 4:39:48 | 49.     | [ 73 ] [ 74 ] [ 75 ] |
| Vladimir Savanović | chód na 50 km              | —          | —          | —        | —        | 4:15:53 | 42.     | [ 73 ] [ 74 ] [ 75 ] |

Konkurencje techniczne
| Zawodnik        | Konkurencja    | Kwalifikacje | Kwalifikacje | Finał | Finał   | Źródło               |
| Zawodnik        | Konkurencja    | Wynik        | Miejsce      | Wynik | Miejsce | Źródło               |
| --------------- | -------------- | ------------ | ------------ | ----- | ------- | -------------------- |
| Asmir Kolašinac | pchnięcie kulą | 20,16        | 15.          | NQ    | NQ      | [ 76 ] [ 77 ] [ 78 ] |

Dziesięciobój
| Zawodnik     | Konkurencja | 100 m | LJ   | SP    | HJ   | 400 m | 110H  | DT    | PV   | JT  | 1500 m | Razem | Pozycja | Źródło               |
| ------------ | ----------- | ----- | ---- | ----- | ---- | ----- | ----- | ----- | ---- | --- | ------ | ----- | ------- | -------------------- |
| Mihail Dudaš | Rezultat    | 10,83 | 7,29 | 14,23 | 2,04 | 49,13 | 14,65 | 43,27 | 4,60 | DNS | –      | DNF   | DNF     | [ 79 ] [ 80 ] [ 81 ] |
| Mihail Dudaš | Punkty      | 899   | 883  | 742   | 840  | 855   | 892   | 731   | 790  | –   | –      | DNF   | DNF     | [ 79 ] [ 80 ] [ 81 ] |

Kobiety
Konkurencje biegowe
| Zawodniczka    | Konkurencja    | Eliminacje | Eliminacje | Półfinał | Półfinał | Finał | Finał   | Źródło               |
| Zawodniczka    | Konkurencja    | Czas       | Miejsce    | Czas     | Miejsce  | Czas  | Miejsce | Źródło               |
| -------------- | -------------- | ---------- | ---------- | -------- | -------- | ----- | ------- | -------------------- |
| Tamara Salaški | bieg na 400 m  | 52,70      | 3.         | NQ       | NQ       | NQ    | NQ      | [ 82 ] [ 83 ] [ 84 ] |
| Amela Terzić   | bieg na 800 m  | 2:00,99    | 2. Q       | 2:03,81  | 7.       | NQ    | NQ      | [ 85 ] [ 86 ] [ 87 ] |
| Amela Terzić   | bieg na 1500 m | 4:15,17    | 10.        | NQ       | NQ       | NQ    | NQ      | [ 88 ] [ 89 ] [ 90 ] |
| Olivera Jevtić | maraton        | —          | —          | —        | —        | DNF   | DNF     | [ 91 ] [ 92 ] [ 93 ] |

Konkurencje techniczne
| Zawodniczka       | Konkurencja  | Kwalifikacje | Kwalifikacje | Finał | Finał   | Źródło               |
| Zawodniczka       | Konkurencja  | Wynik        | Miejsce      | Wynik | Miejsce | Źródło               |
| ----------------- | ------------ | ------------ | ------------ | ----- | ------- | -------------------- |
| Dragana Tomašević | rzut dyskiem | 57,67        | 19.          | NQ    | NQ      | [ 94 ] [ 95 ] [ 96 ] |
| Ivana Španović    | skok w dal   | 6,87         | 1. Q         | 7,08  | 3.      | [ 18 ] [ 19 ] [ 20 ] |

### Piłka siatkowa

#### Turniej kobiet
- Reprezentacja kobiet

Trener: Zoran Terzić
| - Bianka Buša - Jovana Brakočević - Bojana Živković - Tijana Malešević - Brankica Mihajlović - Maja Ognjenović |  | - Stefana Veljković - Jelena Nikolić - Jovana Stevanović - Milena Rašić - Silvija Popović - Tijana Bošković |

Źródła:
Grupa B
| Lp. | Drużyna           | Mecze | Mecze   | Mecze   | Pkt | Sety | Sety | Sety  | Małe punkty | Małe punkty | Małe punkty |
| Lp. | Drużyna           | M     | W (3:2) | P (2:3) | Pkt | wyg. | prz. | ratio | zdob.       | str.        | ratio       |
| --- | ----------------- | ----- | ------- | ------- | --- | ---- | ---- | ----- | ----------- | ----------- | ----------- |
| 1   | Stany Zjednoczone | 5     | 5 (1)   | 0 (0)   | 14  | 15   | 5    | 3.000 | 470         | 400         | 1.175       |
| 2   | Holandia          | 5     | 4 (2)   | 1 (1)   | 11  | 14   | 7    | 2.000 | 455         | 425         | 1.071       |
| 3   | Serbia            | 5     | 3 (0)   | 2 (1)   | 10  | 12   | 6    | 2.000 | 410         | 394         | 1.041       |
| 4   | Chiny             | 5     | 2 (0)   | 3 (1)   | 7   | 9    | 9    | 1.000 | 398         | 389         | 1.023       |
| 5   | Włochy            | 5     | 1 (0)   | 4 (0)   | 3   | 4    | 12   | 0.333 | 351         | 374         | 0.939       |
| 6   | Portoryko         | 5     | 0 (0)   | 5 (0)   | 0   | 0    | 15   | 0.000 | 277         | 379         | 0.731       |

Źródło: rio2016.fivb.com
Punktacja: 3:0 i 3:1 – 3 pkt; 3:2 – 2 pkt; 2:3 – 1 pkt; 1:3 i 0:3 – 0 pkt
Zasady ustalania kolejności: 1. liczba zwycięstw; 2. liczba punktów; 3. stosunek setów; 4. stosunek małych punktów; 5. bilans w bezpośrednich meczach
| 6 sierpnia 2016 | Serbia | 3-0 (27-25, 25-20, 25-23) | Włochy | Ginásio do Maracanãzinho, Rio de Janeiro              |  |
| 22:35           | 3      | Raport                    | 0      | Widzów: 4373 Sędziowie: Piotr Dudek Arturo Di Giacomo |  |

| 8 sierpnia 2016 | Serbia | 3-0 (29–27, 25-18, 25–20) | Portoryko | Ginásio do Maracanãzinho, Rio de Janeiro             |  |
| 17:05           | 3      | Raport                    | 0         | Widzów: 5730 Sędziowie: Kang Joo-hee Andrey Zenovich |  |

| 10 sierpnia 2016 | Stany Zjednoczone | 3-1 (25–17, 21–25, 25–18, 25–19) | Serbia | Ginásio do Maracanãzinho, Rio de Janeiro                      |  |
| 15:00            | 3                 | Raport                           | 0      | Widzów: 7134 Sędziowie: Hernán Casamiquela Rogerio Espicalsky |  |

| 12 sierpnia 2016 | Chiny | 0-3 (19–25, 19–25, 22–25) | Serbia | Ginásio do Maracanãzinho, Rio de Janeiro              |  |
| 9:30             | 0     | Raport                    | 3      | Widzów: 3509 Sędziowie: Kang Joo-hee Susana Rodríguez |  |

| 14 sierpnia 2016 | Serbia | 2-3 (22–25, 20–25, 25–22, 25-18, 8–15) | Holandia | Ginásio do Maracanãzinho, Rio de Janeiro                 |  |
| 9:30             | 1      | Raport                                 | 2        | Widzów: 6387 Sędziowie: Susana Rodríguez Andrey Zenovich |  |

Ćwierćfinał
| 16 sierpnia 2016 | Rosja | 0-3 (9–25, 22–25, 21–25) | Serbia | Ginásio do Maracanãzinho, Rio de Janeiro                    |  |
| 18:00            |       | Raport                   |        | Widzów: 7121 Sędziowie: Susana Rodríguez Hernán Casamiquela |  |

Półfinał
| 18 sierpnia 2016 | Serbia | 3-2 (20–25, 25–17, 25–21, 16–25, 15–13) | Stany Zjednoczone | Ginásio do Maracanãzinho, Rio de Janeiro             |  |
| 13:00            |        | Raport                                  |                   | Widzów: 5837 Sędziowie: Andrey Zenovich Nasr Shaaban |  |

Finał
| 20 sierpnia 2016 | Chiny | 3-1 (19–25, 25–17, 25–22, 25–23) | Serbia | Ginásio do Maracanãzinho, Rio de Janeiro               |  |
| 22:15            |       | Raport                           |        | Widzów: 8773 Sędziowie: Susana Rodríguez Patricia Rolf |  |

### Piłka wodna

#### Turniej mężczyzn
- Reprezentacja mężczyzn

Trener: Dejan Savić
| - Gojko Pijetlović - Dušan Mandić - Živko Gocić - Sava Ranđelović - Miloš Ćuk - Duško Pijetlović - Slobodan Nikić |  | - Milan Aleksić - Nikola Jakšić - Filip Filipović - Andrija Prlainović - Stefan Mitrović - Branislav Mitrović |

Źródła:
Grupa A
| Lp. | Drużyna   | M | Mecze | Mecze | Mecze | Bramki | Bramki | Bramki | Pkt |
| Lp. | Drużyna   | M | W     | R     | P     | +      | −      | +/−    | Pkt |
| --- | --------- | - | ----- | ----- | ----- | ------ | ------ | ------ | --- |
| 1.  | Węgry     | 5 | 2     | 3     | 0     | 57     | 43     | +14    | 7   |
| 2.  | Grecja    | 5 | 2     | 2     | 1     | 41     | 40     | +1     | 6   |
| 3.  | Brazylia  | 5 | 3     | 0     | 2     | 40     | 39     | +1     | 6   |
| 4.  | Serbia    | 5 | 2     | 2     | 1     | 49     | 44     | +5     | 6   |
| 5.  | Australia | 5 | 2     | 1     | 2     | 44     | 40     | +4     | 5   |
| 6.  | Japonia   | 5 | 0     | 0     | 5     | 36     | 61     | −25    | 0   |

| 6 sierpnia 20169:00 | Serbia            | 13:13(3:5, 3:4, 3:2, 4:2) | Węgry                 | Centro Aquático Maria Lenk, Rio de Janeiro Sędzia: Adrian Alexandrescu Radosław Koryzna |
| 6 sierpnia 20169:00 | Filip Filipović 3 | 13:13(3:5, 3:4, 3:2, 4:2) | Norbert Hosnyánszky 3 | Centro Aquático Maria Lenk, Rio de Janeiro Sędzia: Adrian Alexandrescu Radosław Koryzna |

| 8 sierpnia 201609:00 | Serbia      | 9:9(1:2, 0:2, 4:3, 4:2) | Grecja       | Centro Aquático Maria Lenk, Rio de Janeiro Sędzia: Mark Koganow Joseph Peila |
| 8 sierpnia 201609:00 | Filipović 2 | 9:9(1:2, 0:2, 4:3, 4:2) | Fountoulis 4 | Centro Aquático Maria Lenk, Rio de Janeiro Sędzia: Mark Koganow Joseph Peila |

| 10 sierpnia 201619:30 | Brazylia | 6:5(0:2, 3:1, 2:0, 1:2) | Serbia                | Centro Aquático Maria Lenk, Rio de Janeiro Sędzia: Benjamin Mercier Ni Shi Wei |
| 10 sierpnia 201619:30 | Vrlić 2  | 6:5(0:2, 3:1, 2:0, 1:2) | pięcu zawodników po 1 | Centro Aquático Maria Lenk, Rio de Janeiro Sędzia: Benjamin Mercier Ni Shi Wei |

| 12 sierpnia 201622:10 | Serbia                 | 10:8(2:2, 2:3, 2:1, 4:2) | Australia   | Centro Aquático Maria Lenk, Rio de Janeiro Sędzia: Adrian Alexandrescu Francesc Buch |
| 12 sierpnia 201622:10 | trzech zawodników po 2 | 10:8(2:2, 2:3, 2:1, 4:2) | Cotterill 2 | Centro Aquático Maria Lenk, Rio de Janeiro Sędzia: Adrian Alexandrescu Francesc Buch |

| 14 sierpnia 201619:30 | Serbia      | 12:8(2:5, 3:0, 4:2, 3:1) | Japonia | Centro Aquático Maria Lenk, Rio de Janeiro Sędzia: Nenad Peris Benjamin Mercier |
| 14 sierpnia 201619:30 | Filipović 6 | 12:8(2:5, 3:0, 4:2, 3:1) | Takei 5 | Centro Aquático Maria Lenk, Rio de Janeiro Sędzia: Nenad Peris Benjamin Mercier |

Ćwierćfinał
| 16 sierpnia 201612:20 | Serbia   | 10:7(3:1, 4:2, 0:2, 3:2) | Hiszpania | Centro Aquático Maria Lenk, Rio de Janeiro Sędzia: Radosław Koryzna Daniel Flahive |
| 16 sierpnia 201612:20 | Mandić 4 | 10:7(3:1, 4:2, 0:2, 3:2) | Molina 3  | Centro Aquático Maria Lenk, Rio de Janeiro Sędzia: Radosław Koryzna Daniel Flahive |

Półfinał
| 18 sierpnia 201616:30 | Włochy                 | 8:10(0:3, 2:3, 0:1, 6:3) | Serbia                 | Centro Aquático Maria Lenk, Rio de Janeiro Sędzia: Georgios Stavridis Daniel Flahive |
| 18 sierpnia 201616:30 | trzech zawodników po 2 | 8:10(0:3, 2:3, 0:1, 6:3) | trzech zawodników po 2 | Centro Aquático Maria Lenk, Rio de Janeiro Sędzia: Georgios Stavridis Daniel Flahive |

Finał
| 20 sierpnia 201617:50 | Chorwacja | 7:11(2:3, 1:3, 2:3, 2:2) | Serbia   | Centro Aquático Maria Lenk, Rio de Janeiro Sędzia: Georgios Stavridis Péter Molnár |
| 20 sierpnia 201617:50 | Sukno 3   | 7:11(2:3, 1:3, 2:3, 2:2) | Mandić 4 | Centro Aquático Maria Lenk, Rio de Janeiro Sędzia: Georgios Stavridis Péter Molnár |

### Pływanie
Mężczyźni
| Zawodnik            | Konkurencja             | Eliminacje | Eliminacje | Półfinał | Półfinał | Finał | Finał   | Źródło                  |
| Zawodnik            | Konkurencja             | Czas       | Miejsce    | Czas     | Miejsce  | Czas  | Miejsce | Źródło                  |
| ------------------- | ----------------------- | ---------- | ---------- | -------- | -------- | ----- | ------- | ----------------------- |
| Velimir Stjepanović | 100 m stylem dowolnym   | 49,24      | 32.        | NQ       | NQ       | NQ    | NQ      | [ 109 ] [ 110 ] [ 111 ] |
| Velimir Stjepanović | 200 m stylem dowolnym   | 1:46,64    | 10. Q      | 1:47,28  | 13.      | NQ    | NQ      | [ 112 ] [ 113 ] [ 114 ] |
| Velimir Stjepanović | 400 m stylem dowolnym   | 3:46,78    | 14.        | —        | —        | NQ    | NQ      | [ 115 ] [ 116 ] [ 117 ] |
| Čaba Silađi         | 100 m stylem klasycznym | 1:00,76    | 26.        | NQ       | NQ       | NQ    | NQ      | [ 118 ] [ 119 ] [ 120 ] |

Kobiety
| Zawodniczka        | Konkurencja           | Eliminacje | Eliminacje | Półfinał | Półfinał | Finał | Finał   | Źródło                  |
| Zawodniczka        | Konkurencja           | Czas       | Miejsce    | Czas     | Miejsce  | Czas  | Miejsce | Źródło                  |
| ------------------ | --------------------- | ---------- | ---------- | -------- | -------- | ----- | ------- | ----------------------- |
| Katarina Simonović | 200 m stylem dowolnym | 2:00,06    | 30.        | NQ       | NQ       | NQ    | NQ      | [ 121 ] [ 122 ] [ 123 ] |
| Katarina Simonović | 400 m stylem dowolnym | 4:15,57    | 23.        | —        | —        | NQ    | NQ      | [ 124 ] [ 125 ] [ 126 ] |
| Anja Crevar        | 200 m stylem zmiennym | 2:15,33    | 27.        | NQ       | NQ       | NQ    | NQ      | [ 127 ] [ 128 ] [ 129 ] |
| Anja Crevar        | 400 m stylem zmiennym | 4:43,19    | 20.        | —        | —        | NQ    | NQ      | [ 130 ] [ 131 ] [ 132 ] |

### Strzelectwo
Mężczyźni
| Zawodnik           | Konkurencja                               | Kwalifikacje | Kwalifikacje | Finał  | Finał   | Źródło                  |
| Zawodnik           | Konkurencja                               | Punkty       | Miejsce      | Punkty | Miejsce | Źródło                  |
| ------------------ | ----------------------------------------- | ------------ | ------------ | ------ | ------- | ----------------------- |
| Dimitrije Grgić    | pistolet pneumatyczny, 10 m               | 579          | 9.           | NQ     | NQ      | [ 133 ] [ 134 ] [ 135 ] |
| Dimitrije Grgić    | pistolet dowolny, 50 m                    | 552          | 16.          | NQ     | NQ      | [ 136 ] [ 137 ] [ 138 ] |
| Damir Mikec        | pistolet pneumatyczny, 10 m               | 575          | 25.          | NQ     | NQ      | [ 133 ] [ 134 ] [ 135 ] |
| Damir Mikec        | pistolet dowolny, 50 m                    | 551          | 18.          | NQ     | NQ      | [ 136 ] [ 137 ] [ 138 ] |
| Stevan Pletikosić  | karabin małokalibrowy, leżąc, 50 m        | 621,6        | 21.          | NQ     | NQ      | [ 139 ] [ 140 ] [ 141 ] |
| Stevan Pletikosić  | karabin małokalibrowy, trzy postawy, 50 m | 1168         | 25.          | NQ     | NQ      | [ 142 ] [ 143 ] [ 144 ] |
| Milenko Sebić      | karabin małokalibrowy, leżąc, 50 m        | 620,4        | 34.          | NQ     | NQ      | [ 139 ] [ 140 ] [ 141 ] |
| Milenko Sebić      | karabin małokalibrowy, trzy postawy, 50 m | 1172         | 11.          | NQ     | NQ      | [ 142 ] [ 143 ] [ 144 ] |
| Milenko Sebić      | karabin pneumatyczny, 10 m                | 620,0        | 33.          | NQ     | NQ      | [ 145 ] [ 146 ] [ 147 ] |
| Milutin Stefanović | karabin pneumatyczny, 10 m                | 624,3        | 12.          | NQ     | NQ      | [ 145 ] [ 146 ] [ 147 ] |

Kobiety
| Zawodniczka       | Konkurencja                               | Kwalifikacje | Kwalifikacje | Półfinał | Półfinał | Finał  | Finał   | Źródło                  |
| Zawodniczka       | Konkurencja                               | Punkty       | Miejsce      | Punkty   | Miejsce  | Punkty | Miejsce | Źródło                  |
| ----------------- | ----------------------------------------- | ------------ | ------------ | -------- | -------- | ------ | ------- | ----------------------- |
| Zorana Arunović   | pistolet pneumatyczny, 10 m               | 382          | 11.          | —        | —        | NQ     | NQ      | [ 148 ] [ 149 ] [ 150 ] |
| Zorana Arunović   | pistolet sportowy, 25 m                   | 576          | 19.          | NQ       | NQ       | NQ     | NQ      | [ 151 ] [ 152 ] [ 153 ] |
| Bobana Veličković | pistolet pneumatyczny, 10 m               | 385          | 6. Q         | —        | —        | 96,4   | 7.      | [ 148 ] [ 149 ] [ 150 ] |
| Bobana Veličković | pistolet sportowy, 25 m                   | 576          | 21.          | NQ       | NQ       | NQ     | NQ      | [ 151 ] [ 152 ] [ 153 ] |
| Ivana Maksimović  | karabin pneumatyczny, 10 m                | 415,4        | 12.          | —        | —        | NQ     | NQ      | [ 154 ] [ 155 ] [ 156 ] |
| Ivana Maksimović  | karabin małokalibrowy, trzy postawy, 50 m | 578          | 19.          | —        | —        | NQ     | NQ      | [ 157 ] [ 158 ] [ 159 ] |
| Andrea Arsović    | karabin pneumatyczny, 10 m                | 413,5        | 26.          | —        | —        | NQ     | NQ      | [ 154 ] [ 155 ] [ 156 ] |
| Andrea Arsović    | karabin małokalibrowy, trzy postawy, 50 m | 573          | 28.          | —        | —        | NQ     | NQ      | [ 157 ] [ 158 ] [ 159 ] |

### Taekwondo
Kobiety
| Zawodniczka       | Konkurencja | 1/8                 | Ćwierćfinał         | Półfinał            | Repasaż             | Finał/BM            | Finał/BM | Źródło                  |
| Zawodniczka       | Konkurencja | Przeciwniczka Wynik | Przeciwniczka Wynik | Przeciwniczka Wynik | Przeciwniczka Wynik | Przeciwniczka Wynik | Pozycja  | Źródło                  |
| ----------------- | ----------- | ------------------- | ------------------- | ------------------- | ------------------- | ------------------- | -------- | ----------------------- |
| Tijana Bogdanović | - 49 kg     | Abakarowa W 3-2     | Wu W 17-7           | Manjarrez W 10-0    | BYE                 | Kim P 6-7           | 2.       | [ 7 ] [ 8 ] [ 9 ]       |
| Milica Mandić     | + 67 kg     | Skaar W 8-2         | Walkden P 0-5       | NQ                  | NQ                  | NQ                  | NQ       | [ 160 ] [ 161 ] [ 162 ] |

### Tenis stołowy
Mężczyźni
| Zawodnik               | Konkurencja | Eliminacje       | Runda 1          | Runda 2          | Runda 3          | Runda 4          | Ćwierćfinał      | Półfinał         | Finał/BM         | Finał/BM | Źródło                  |
| Zawodnik               | Konkurencja | Przeciwnik Wynik | Przeciwnik Wynik | Przeciwnik Wynik | Przeciwnik Wynik | Przeciwnik Wynik | Przeciwnik Wynik | Przeciwnik Wynik | Przeciwnik Wynik | Pozycja  | Źródło                  |
| ---------------------- | ----------- | ---------------- | ---------------- | ---------------- | ---------------- | ---------------- | ---------------- | ---------------- | ---------------- | -------- | ----------------------- |
| Aleksandar Karakašević | singel      | Yan W 4-2        | Drinkhall P 1-4  | NQ               | NQ               | NQ               | NQ               | NQ               | NQ               | =49.     | [ 163 ] [ 164 ] [ 165 ] |

### Tenis ziemny
Mężczyźni
| Zawodnik                     | Konkurencja    | 1/32                           | 1/16                      | 1/8                    | Ćwierćfinał      | Półfinał         | Finał/BM         | Finał/BM | Źródło                  |
| Zawodnik                     | Konkurencja    | Przeciwnik Wynik               | Przeciwnik Wynik          | Przeciwnik Wynik       | Przeciwnik Wynik | Przeciwnik Wynik | Przeciwnik Wynik | Pozycja  | Źródło                  |
| ---------------------------- | -------------- | ------------------------------ | ------------------------- | ---------------------- | ---------------- | ---------------- | ---------------- | -------- | ----------------------- |
| Novak Đoković                | gra pojedyncza | del Potro P 6:7(4-7), 6:7(2-7) | NQ                        | NQ                     | NQ               | NQ               | NQ               | =33.     | [ 166 ] [ 167 ] [ 168 ] |
| Viktor Troicki               | gra pojedyncza | Murray P 3:6, 2:6              | NQ                        | NQ                     | NQ               | NQ               | NQ               | =33.     | [ 166 ] [ 167 ] [ 168 ] |
| Novak Đoković Nenad Zimonjić | gra podwójna   | n\a                            | Čilić Draganja W 6:2, 6:2 | Melo Soares P 4:6, 4:6 | NQ               | NQ               | NQ               | =9.      | [ 169 ] [ 170 ] [ 171 ] |

Kobiety
| Zawodniczka                       | Konkurencja    | 1/32                           | 1/16                    | 1/8              | Ćwierćfinał      | Półfinał         | Finał/BM         | Finał/BM | Źródło                  |
| Zawodniczka                       | Konkurencja    | Przeciwnik Wynik               | Przeciwnik Wynik        | Przeciwnik Wynik | Przeciwnik Wynik | Przeciwnik Wynik | Przeciwnik Wynik | Pozycja  | Źródło                  |
| --------------------------------- | -------------- | ------------------------------ | ----------------------- | ---------------- | ---------------- | ---------------- | ---------------- | -------- | ----------------------- |
| Aleksandra Krunić                 | gra pojedyncza | Mladenovic P 1:6, 4:6          | NQ                      | NQ               | NQ               | NQ               | NQ               | =33.     | [ 172 ] [ 173 ] [ 174 ] |
| Ana Ivanović                      | gra pojedyncza | Suárez Navarro P 6:2, 1:6, 2:6 | NQ                      | NQ               | NQ               | NQ               | NQ               | =33.     | [ 172 ] [ 173 ] [ 174 ] |
| Jelena Janković Aleksandra Krunić | gra podwójna   | n\a                            | Konta Watson P 2:6, 1:6 | NQ               | NQ               | NQ               | NQ               | =17.     | [ 175 ] [ 176 ] [ 177 ] |

### Wioślarstwo
Mężczyźni
| Zawodnik                         | Konkurencja         | Eliminacje | Eliminacje | Repasaże | Repasaże | Półfinał | Półfinał | Finał   | Finał   | Pozycja | Źródło                  |
| Zawodnik                         | Konkurencja         | Czas       | Miejsce    | Czas     | Miejsce  | Czas     | Miejsce  | Czas    | Miejsce | Pozycja | Źródło                  |
| -------------------------------- | ------------------- | ---------- | ---------- | -------- | -------- | -------- | -------- | ------- | ------- | ------- | ----------------------- |
| Nenad Beđik Miloš Vasić          | dwójka bez sternika | DNF        | DNF        | 6:34,52  | 2. SA/B  | 6:31,00  | 5. FB    | 7:04,71 | 4.      | 10.     | [ 178 ] [ 179 ] [ 180 ] |
| Marko Marjanović Andrija Šljukić | dwójka podwójna     | 7:07,29    | 4. R       | 6:20,62  | 3. SA/B  | 6:27,66  | 5. FB    | 7:03,13 | 4.      | 10.     | [ 181 ] [ 182 ] [ 183 ] |

### Zapasy
Mężczyźni
Styl klasyczny
| Zawodnik       | Konkurencja | Eliminacje       | 1/8              | Ćwierćfinał      | Półfinał         | Repasaż 1        | Repasaż 2        | Finał             | Finał   | Źródło                  |
| Zawodnik       | Konkurencja | Przeciwnik Wynik | Przeciwnik Wynik | Przeciwnik Wynik | Przeciwnik Wynik | Przeciwnik Wynik | Przeciwnik Wynik | Przeciwnik Wynik  | Miejsce | Źródło                  |
| -------------- | ----------- | ---------------- | ---------------- | ---------------- | ---------------- | ---------------- | ---------------- | ----------------- | ------- | ----------------------- |
| Kristijan Fris | - 59 kg     | BYE              | Tasmuradov P 1-3 | NQ               | NQ               | NQ               | NQ               | NQ                | 13.     | [ 184 ] [ 185 ] [ 186 ] |
| Davor Štefanek | - 66 kg     | BYE              | Inoue W 4-0      | Stäbler W 3-1    | Bolkwadze W 5-0  | BYE              | BYE              | Harutiunian W 3-1 | 1.      | [ 1 ] [ 2 ] [ 3 ]       |
| Viktor Nemeš   | - 75 kg     | BYE              | Turdiyev W 3-1   | Madsen P 0-3     | NQ               | —                | Abdewali P 1-3   | NQ                | 8.      | [ 187 ] [ 188 ] [ 189 ] |